# Gudupalle
Gudupalle là một mandal thuộc huyện Chittoor, bang Andhra Pradesh.